# محمودلار
محمودلار (به ترکی استانبولی: Mahmutlar) شهری است در کشور ترکیه که در استان آنتالیا واقع شده‌است. جمعیت این شهر بر اساس سرشماری سال ۲۰۰۸ میلادی ۱۸٬۵۷۵ نفر و بر اساس برآوردهای سال ۲۰۰۹ میلادی ۱۸٬۷۸۵ نفر می‌باشد.